# Nelson Cuevas
Nelson Rafael Cuevas Amarilla (Asunción, 1980. január 10. –) paraguayi válogatott labdarúgó.

## Pályafutása
A paraguayi válogatott színeiben részt vett a 2002-es labdarúgó-világbajnokságon.

## Sikerei, díjai

### Játékos
- River Plate
  - Apertura: 1999-2000
  - Clausura: 1999-00, 2001–02, 2002–03, 2003–04
- Pachuca
  - Clausura: 2006
- Club Libertad
  - Paraguayi bajnok: 2008 (Apertura)
- Universidad
  - Chilei bajnok: 2009 (Apertura)